# Kominform
Kominform (del rus коммунистических Информационное, transliterat kommunisticheskikh Informatsionnoe, «informació comunista») és l'acrònim usual per referir-se a l'Oficina d'Informació dels Partits Comunistes i Obrers. Fou una organització per a l'intercanvi d'informació i experiències entre els partits comunistes. La Kominform va ser creada com a substituta de la Komintern entre el 22 i el 27 setembre de 1947, durant una conferència de dirigents de partits comunistes que tingué lloc a Szklarska Poręba (Polònia). L'impulsor de la creació de la Kominform va ser el representant soviètic, Andrei Jdànov, que en resposta al Pla Marshall impulsat pel president dels Estats Units Harry S. Truman, a l'Europa occidental, va pronunciar un discurs en què va establir les bases de la nova política internacional de la Unió Soviètica, l'anomenada Doctrina Jdànov.
La seva primera seu va ser la ciutat de Belgrad (Iugoslàvia), però el juny de 1948, la Kominform condemna el règim de Tito per separar-se de l'ortodòxia soviètica, i la seu es traslladà a Bucarest (Romania). Amb l'inici de la desestalinització iniciada després de la mort de Stalin el 1953 i l'acostament de Nikita Khrusxov a la Iugoslàvia de Tito, la Kominform deixà de tenir rellevància, i va ser finalment dissolta el 17 abril de 1956.

## Partits Membres
- Partit Comunista de la Unió Soviètica
- Partit Comunista Francès
- Partit Socialista Unificat d'Alemanya
- Partit Comunista Italià
- Partit Comunista Búlgar
- Partit Comunista dels Països Baixos
- Partit Comunista Hongarès, després Partit dels Treballadors Hongaresos
- Partit Obrer Polonès, després Partit Obrer Unificat Polonès
- Partit Comunista Romanès
- Partit Comunista de Txecoslovàquia
- Partit del Treball d'Albània
- Lliga de Comunistes de Iugoslàvia, fins a la seva expulsió en 1948.
- Partit Comunista del Territori Lliure de Trieste, fins a l'expulsió de Iugoslàvia de 1948.